# 瓦尔纳·弗兰科维奇
瓦尔纳·弗兰科维奇（1968年7月9日—），克罗地亚男子手球运动员。他曾代表克罗地亚国家队参加1996年夏季奥林匹克运动会手球比赛，获得一枚金牌。